# Brighton Rock (gruppo musicale)
I Brighton Rock sono un gruppo hair metal formato nel 1982 alle Cascate del Niagara, Ontario, Canada.

## Storia
I Brighton Rock si formarono nel 1982 erano composti da Greg Fraser e dal bassista Stevie Skreebs, a cui si aggiunse Gerry McGhee, il batterista Mark Cavarzan e il tastierista Martin Victor.
Il primo nome del gruppo fu Heart Attack, ma si cambiò il nome in Brighton Rock, dato da McGhee che prese spunto da un libro di Graham Greene chiamato appunto Brighton Rock. (titolo italiano La roccia di Brighton).
Realizzarono un primo EP omonimo e nel 1986 il loro album Young Wild and Free in cui si trovava il loro singolo "We Came to Rock" e "Can't Wait for the Night", poco dopo Martin Victor venne sostituito da John Rogers. Seguì Take a Deep Breath del 1988 (disco d'oro in Canada) in cui si trovavano i singoli "One More Try" e "Hangin High and Dry". John Rogers abbandonò il progetto e con Greg Boileau si realizzò il terzo album Love Machine e nel 1992 il gruppo si sciolse.
Nel 2001 i Brighton Rock si riunirono: il cantante Gerry McGhee, il chitarrista Greg Fraser, il bassista/tastierista Johnny Rogers ed il batterista Mark Cavarzan uscirono il live album A Room for Five Live nel maggio 2002 e il greatest hits The Essentials nel 2006.

## Formazione

### Formazione attuale
- Gary McGhee - voce (1982-1992, 2001-2002)
- Greg Fraser - chitarra (1982-1992, 2001-2002)
- Johnny Rogers - tastiere, chitarra (1986-1991, 2001-2002)
- Steve Skreebs - basso (1982-1992, 2001-2002)
- Mark Cavarzan - batteria (1982-1992, 2001-2002)

### Ex componenti
- Martin Victor - tastiere (1985-1986)
- Greg Boileau - chitarra (1991-1992)

## Discografia
Album in studio
- 1986 - Young, Wild and Free
- 1988 - Take a Deep Breath
- 1991 - Love Machine

EP
- 1983 - Brighton Rock

Live
- 2002 - A Room for Five Live

Raccolte
- 2006 - The Essentials